# Lac de Kodaikanal
Le lac de Kodaikanal, aussi connu sous le nom de lac Kodai, est un petit lac artificiel d'Inde situé à Kodaikanal, dans le district de Dindigul (Tamil Nadu). Sir Vere Henry Levinge, alors Collecteur de Madurai, a joué un rôle déterminant dans la création du lac en 1863, au milieu de la ville de Kodaikanal en cours développement par les Britanniques et les premiers missionnaires américains,. Le lac est l'attraction touristique le plus populaire de Kodaikanal.
Au fil des ans sont apparus un club nautique, un hangar à bateaux et un service de bateaux (avec des bateaux à rames, des pédalos et un ferry public) pour le public. Un concours de bateaux et des expositions florales sont organisées pendant la saison touristique estivale.

## Accès

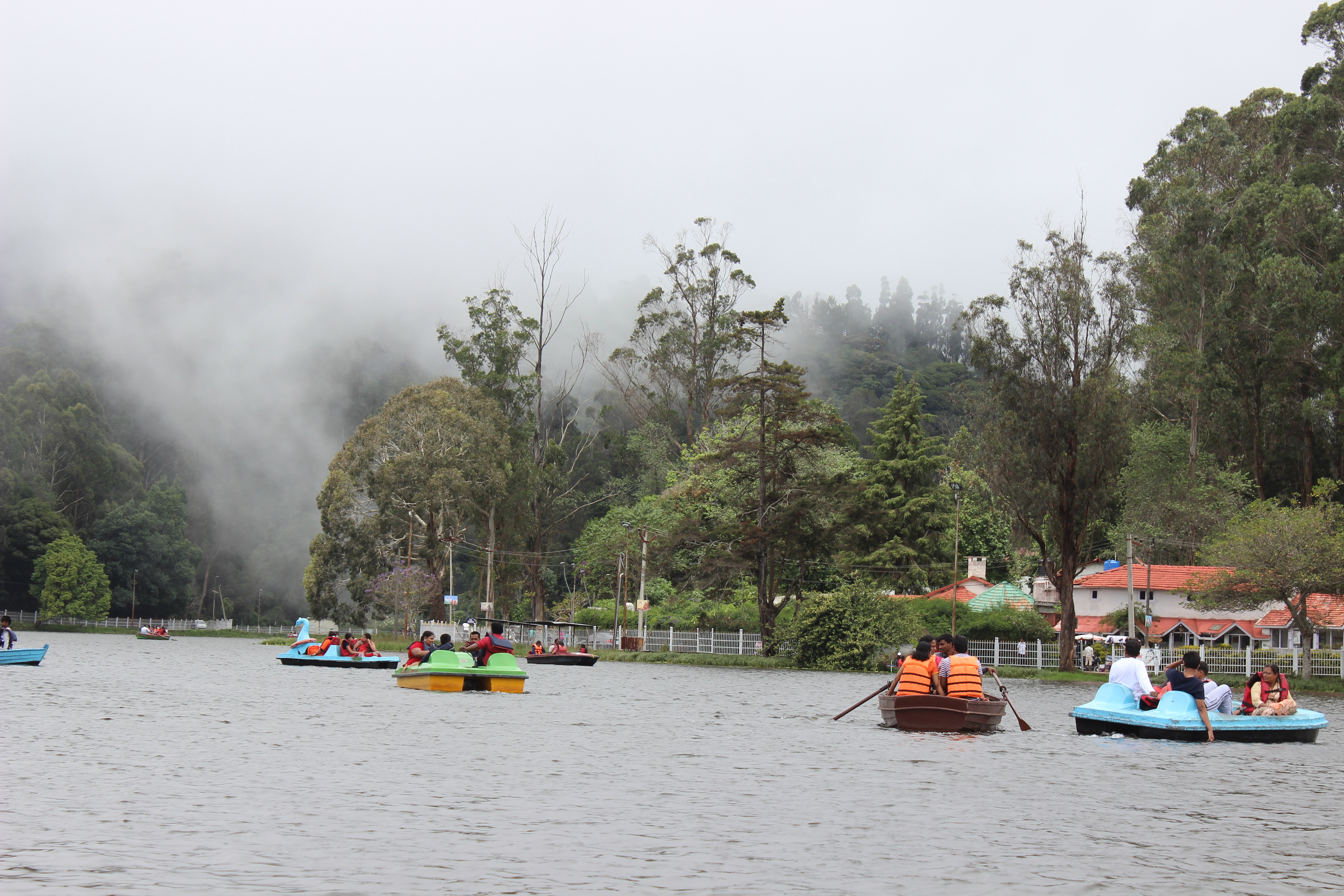
Canotage et pédalage sur le lac.

Une ligne de chemin de fer entre Madras et Tirunelveli a été construite en 1875, avec une station intermédiaire à Ammaianayakkanur (plus tard renommée Kodai Road), permettant l'accès à Kodaikanal. Les gares les plus proches sont aujourd'hui celle de Palani (en), 64 km au nord, et Kodai Road, 80 km à l'est. Les aéroports les plus proches sont celui de Madurai (à 121 km) et celui de Coimbatore (à 135 km). La ville est bien desservie par autocar depuis Madurai, Palani, Kodai Road, Theni, Dindigul, Tiruchirappalli, Munnar, Erode, Bangalore et Coimbatore.

## Topographie
Le lac forme une sorte d'étoile à quatre branches au centre de Kodaikanal ; il est entouré des collines verdoyantes du nord-ouest des monts Palni (en), qui constituent le principal bassin versant du lac.

## Hydrologie

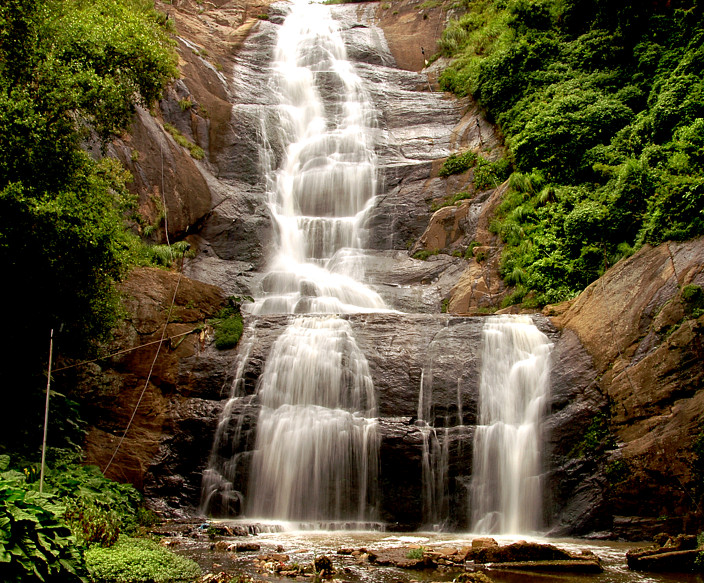
L'exutoire du lac traverse la cascade d'argent.

Un barrage en terre a été construit pour créer le lac à la place d'un marécage où coulaient trois ruisseaux. Le bassin versant du lac connaît une pluviométrie annuelle moyenne de 1650 mm. Le climat est salubre avec des températures estivales de 19,8 ° C (max) et 11,3 ° C (min) et des températures hivernales de 17,3 ° C (max) et 8,3 ° C (min). L'émissaire du lac coule vers l'est et forme 8 km en aval une chute d'eau de 55 mètres de hauteur appelée la cascade d'argent.

## Flore et faune
Le kurinji (Strobilanthes kunthiana), une plante à fleurs unique, a été signalée dans les collines du bassin versant du lac. Cette fleur ne fleurit qu'une fois tous les 12 ans.
Le lac possède des macrophytes de tous types et ses bords seraient riches en espèces associées à ceux-ci. On y trouve aussi des diatomées, des protozoaires et des rotifères associés aux macrophytes, ainsi que de nombreux insectes aquatiques (larves et adultes), des mollusques et des crustacés cladocères. Parmi les poissons, le danio géant (Devario aequipinnatus), Rasbora daniconius et la gambusie (Gambusia affinis) sont signalés ; la  truite arc-en-ciel et la  carpe commune sont les principaux poissons du lac. En 1998, le rendement piscicole du lac était de 5,3 kg par hectare et par an. En 2011, deux nouvelles espèces de diatomées ont été identifiées dans le lac.

## État du lac
L'évaluation des risques pour la santé humaine des paramètres physico-chimiques de l'eau du lac a donné les résultats suivants :
1. Une étude menée par le département de l'énergie atomique a confirmé que le lac Kodaikanal a été contaminé par des rejets de mercure de l'usine de thermomètres de la société Hindustan Unilever[8].
2. Selon l'analyse microbienne, l'eau n'est pas potable et doit être traitée avant l'utilisation domestique.
3. Plusieurs facteurs écologiques ont influencé la diversité et l'abondance du plancton.
4. Huit taxons de macroinvertébrés aquatiques ont été identifiés.
5. Les touristes et les résidents à proximité sont des facteurs responsables de la contamination des lacs et de la pollution de l'eau ;
6. L'empiètement des rives du lac par des bâtiments a violé l'ordonnance du tribunal qui interdit les constructions à moins de 60 mètres du lac ;
7. L'impact sur la qualité de l'eau est transitoire par rapport à un plan d'eau fermé.
8. Les charges élevées de pollution par les eaux usées des hôtels et autres établissements commerciaux autour du lac sont à l'origine de la pollution.

## Plan de conservation du lac

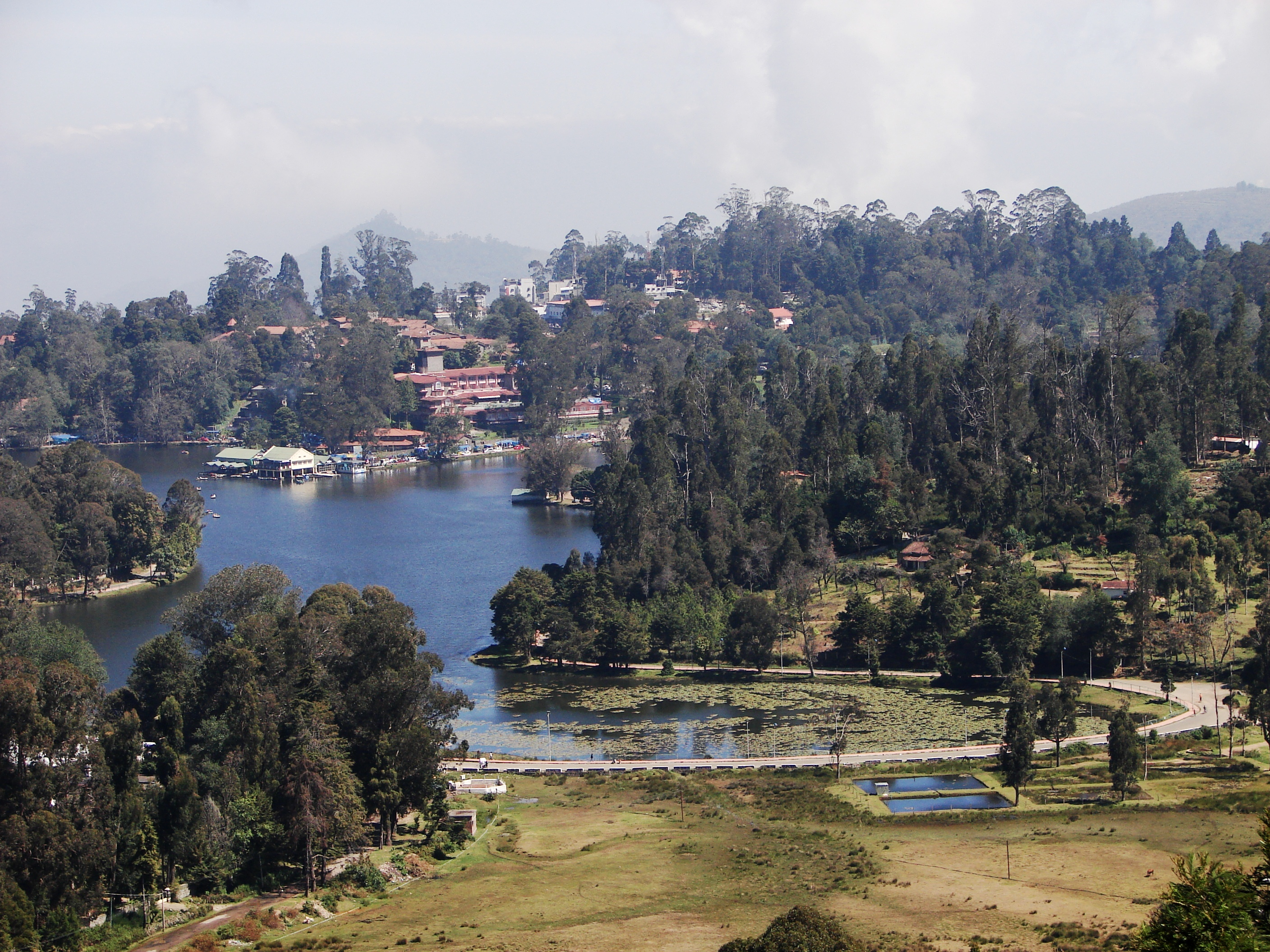
Vue partielle du lac entouré par Kodaikanal.

Le ministère de l'environnement et des forêts du gouvernement indien a lancé en juin 2001 un plan nommé le « National Lake Conservation Plan » (NLCP), financé à 70% par le gouvernement central et à 30% par les États ; son objectif est de restaurer et de protéger les lacs pollués ou dégradés dans les zones urbaines ou semi-urbaines. Les études effectuées ont classé le lac de Kodaikanal parmi les 62 lacs pollués et devant être protégés.
Le traitement et les travaux de restauration écologique du lac de Kodaikanal ont été effectués par le gouvernement du Tamil Nadu avec 70% de fonds du gouvernement national. Le projet prévoyait bioremédiation, traitement des eaux usées, création d'installations sanitaires économiques, sensibilisation des populations, arrachage de plantes aquatiques, travaux de captage et diversion des effluents, barrières, création d'écuries, recueil de données et curage, pour un coût total d'environ 103 millions de roupies (2,6 millions de dollars),.

## Galerie de photos

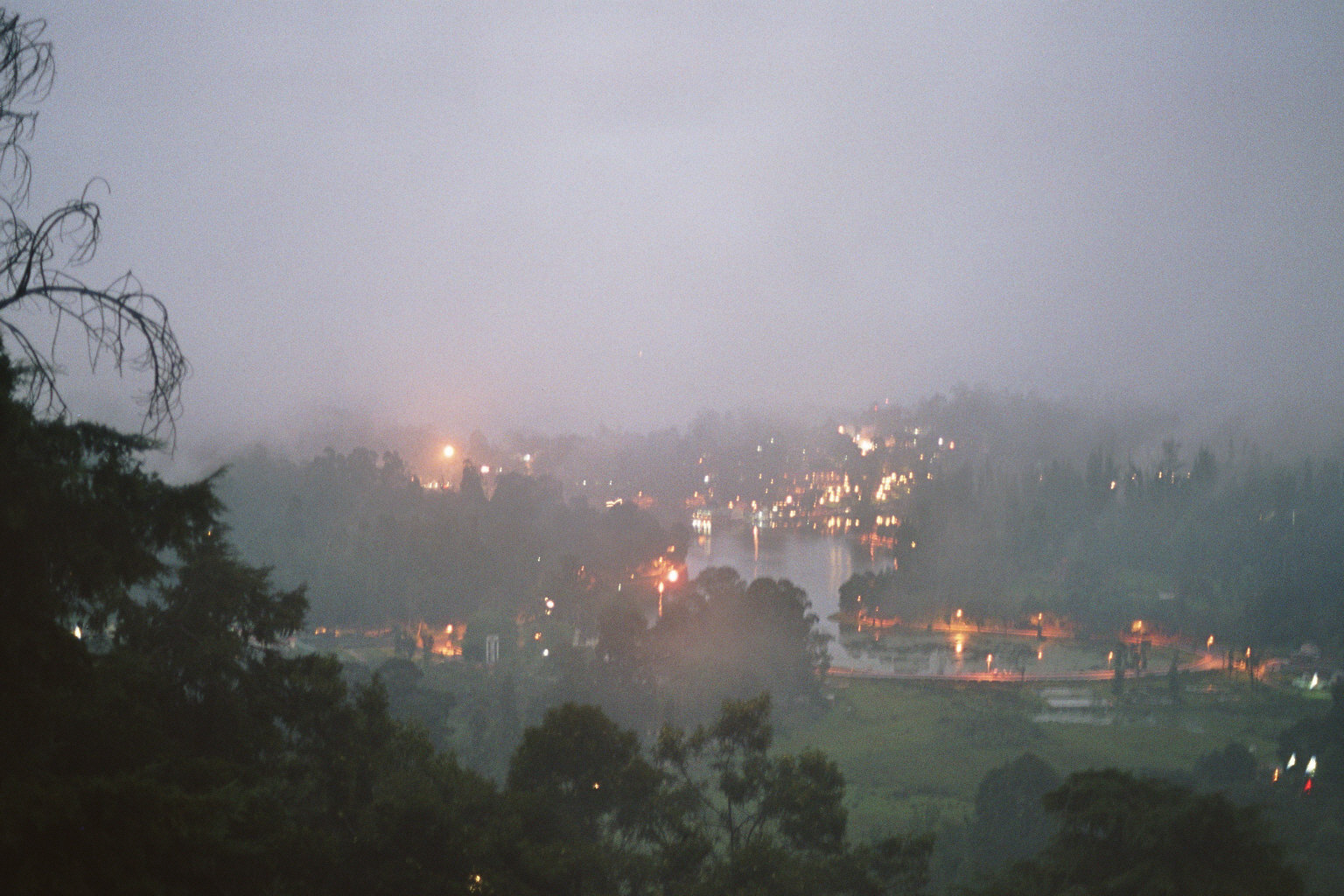
Le lac de nuit.
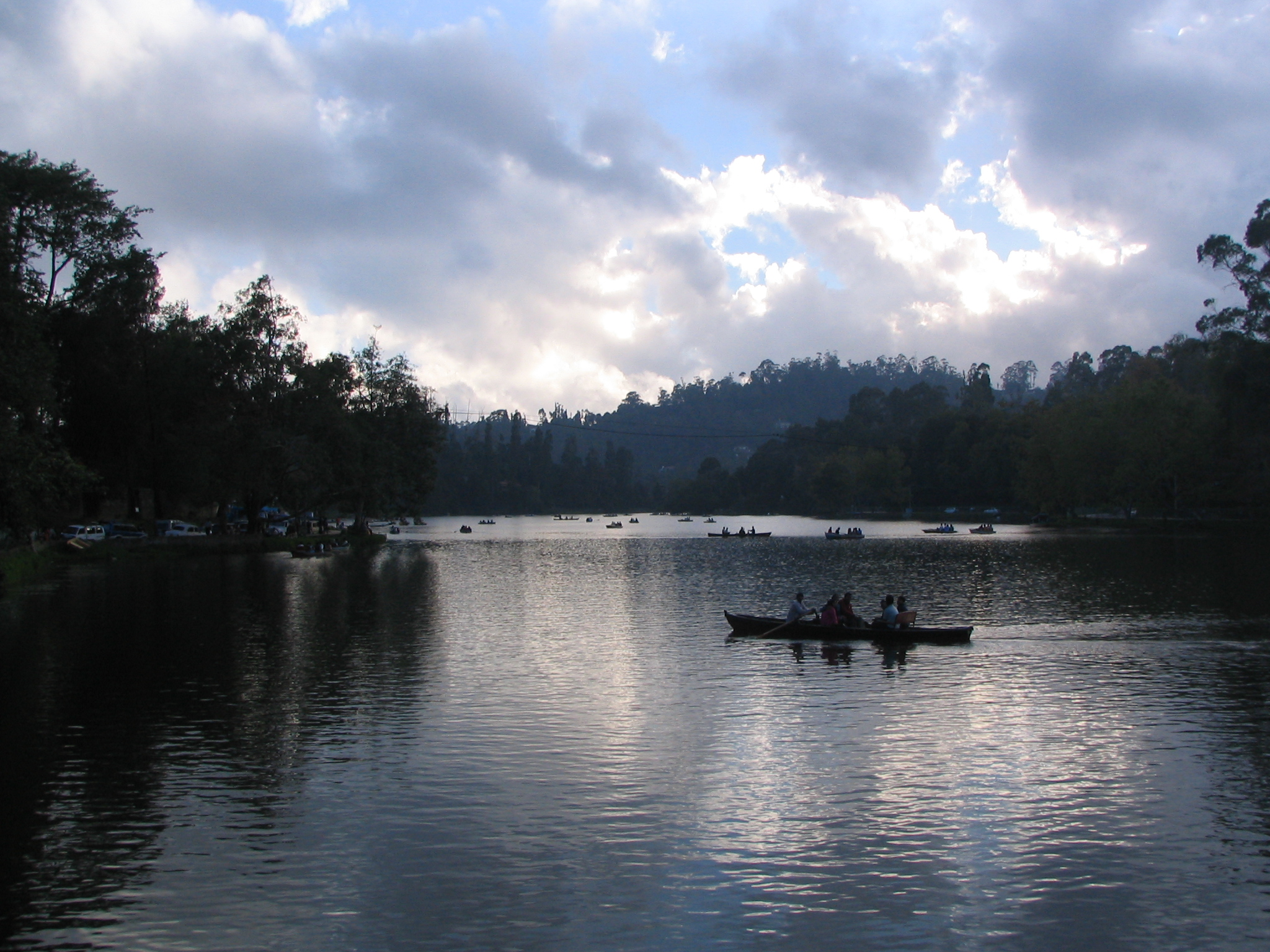
Canotage sur le lac.
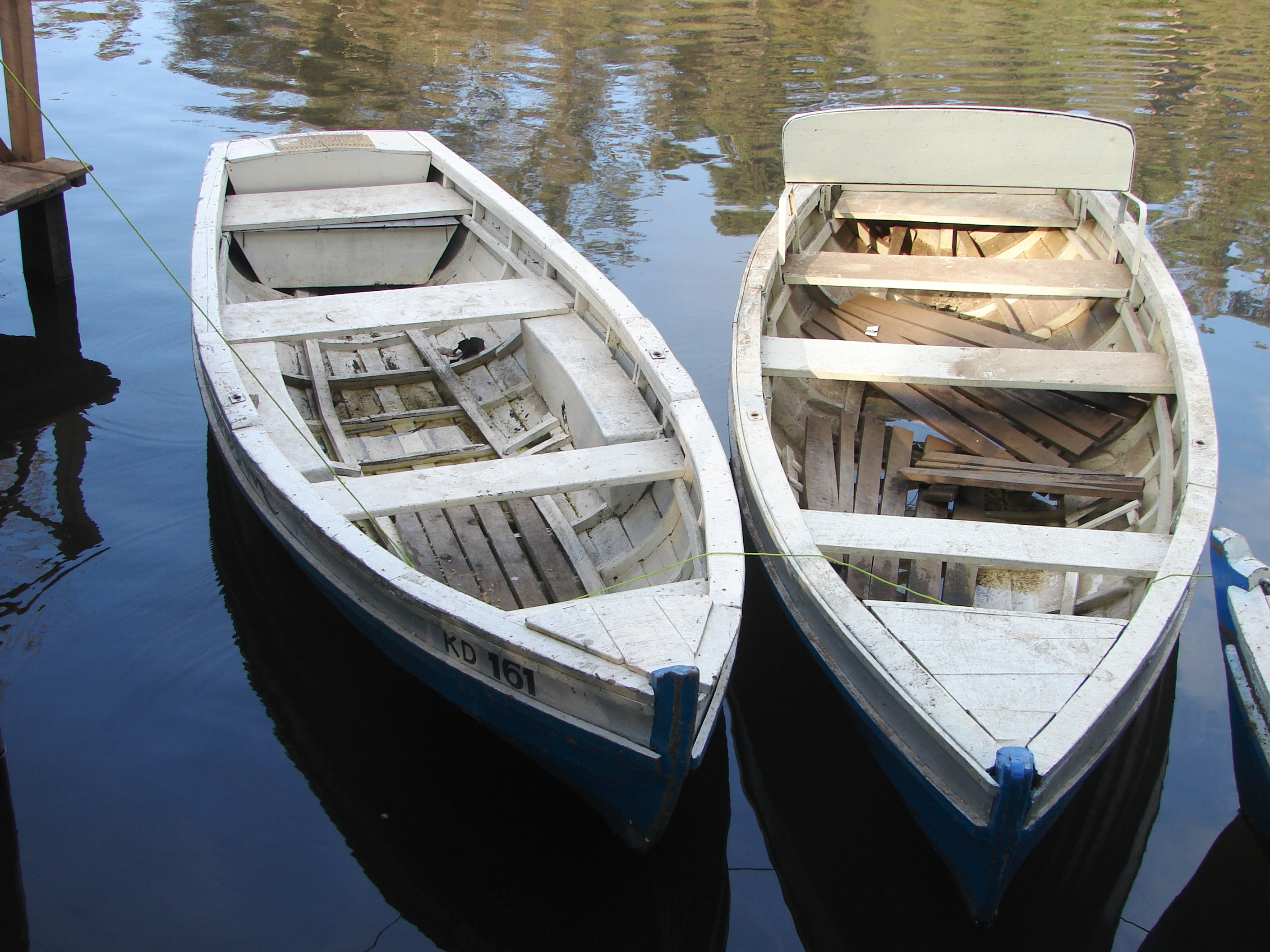
Bateaux amarrés sur le lac
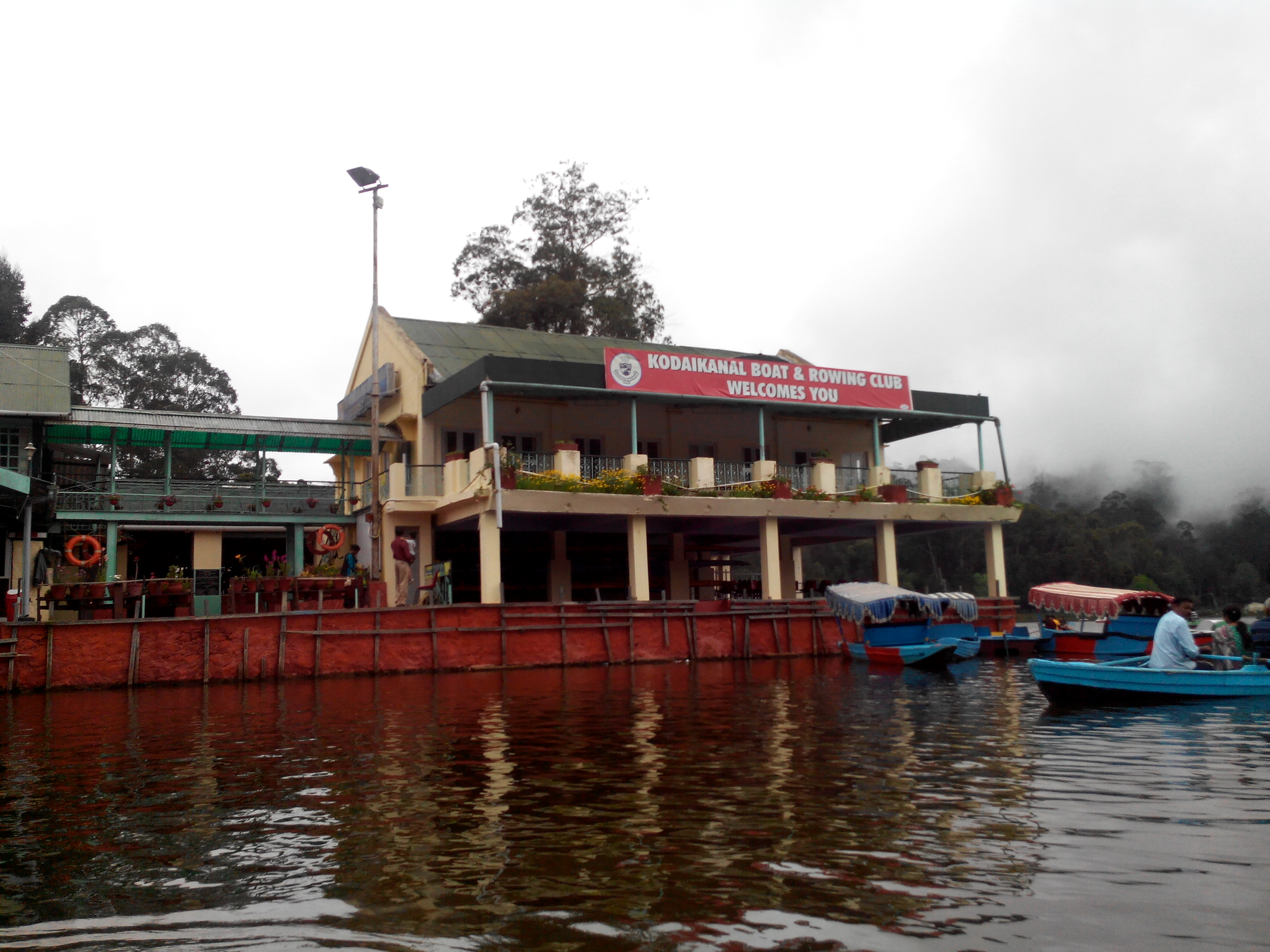
Le club nautique de Kodaikanal.
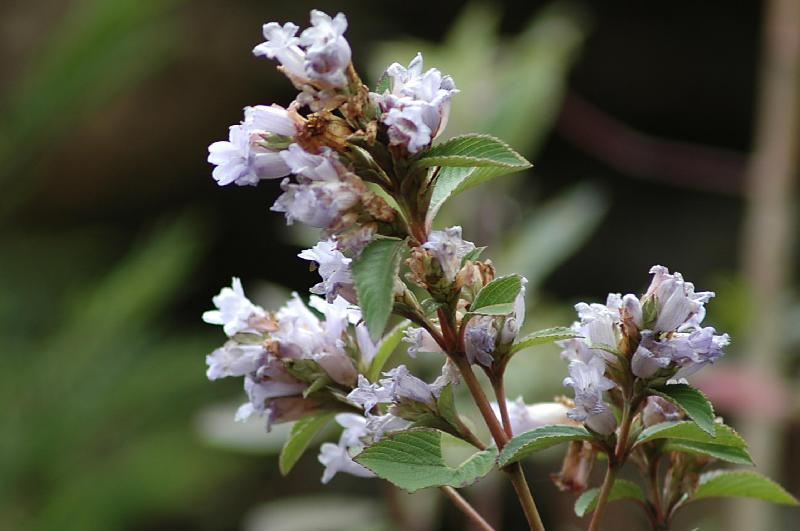
Fleur de Strobilanthes kunthiana (kurinji).